# Tea sandwich

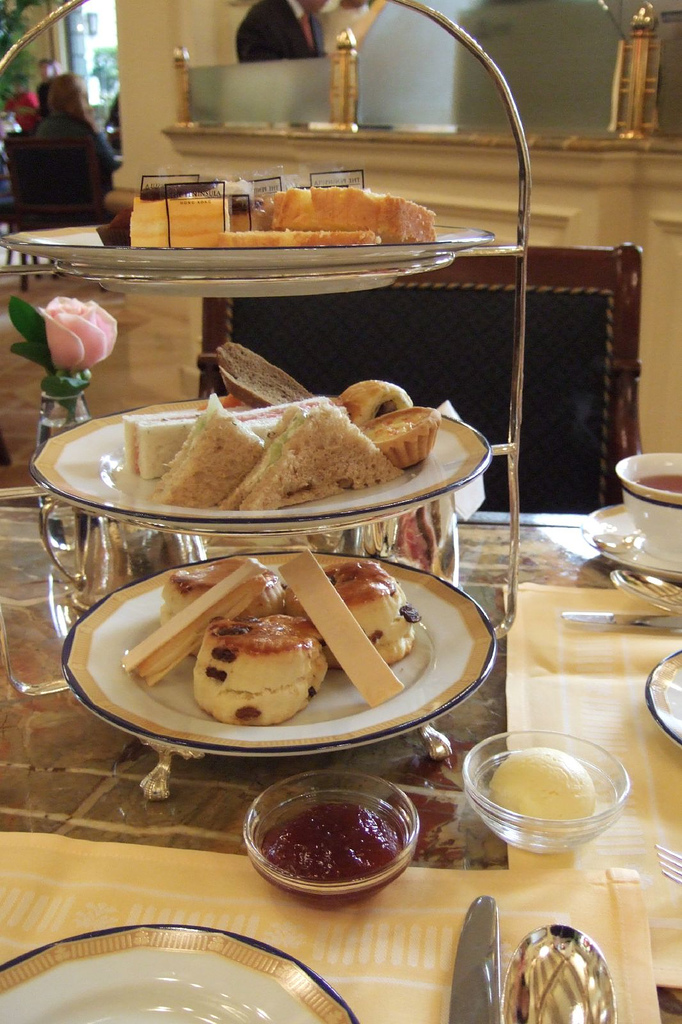
Présentoir à collations pour le thé, avec notamment des tea sandwich au deuxième étage.

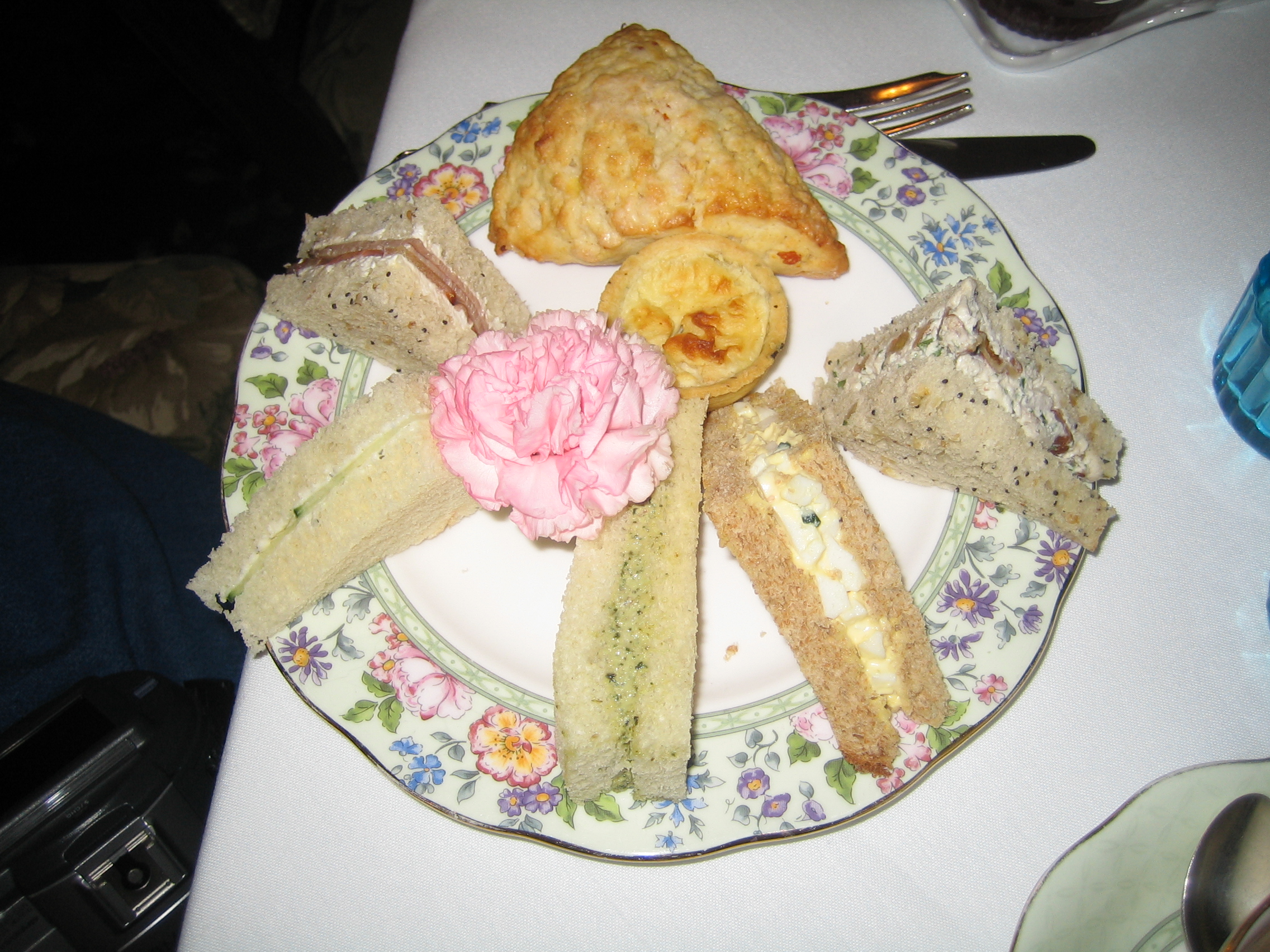
Assiette de divers tea sandwich.

Un tea sandwich (litt. « sandwich pour le thé »), aussi appelé finger sandwich (litt. « sandwich pour doigts ») est un petit sandwich préparé pour être consommé durant le thé de l'après midi, pour calmer les petites faims avant le repas principal.
Le tea sandwich peut prendre de nombreuses formes, mais doit facilement tenir entre les doigts, et être mangeable en deux bouchées. On peut le préparer avec de longues tranches de pain, coupé en triangle ou en forme de petit canapé. Il peut aussi être découpé en formes décoratives avec un emporte-pièce.
On utilise généralement du pain de mie blanc, finement tranché et enduit de beurre. La croûte du pain est découpée après que le sandwich a été préparé, mais avant de le servir pour ne conserver que la mie. Les variantes modernes peuvent employer du pain complet, du pain levé ou du pain de seigle, notamment du pumpernickel. Elles peuvent inclure ou non la croûte du pain.
Les garnitures sont légères et délicates comparées à la quantité de pain. On peut étaler du beurre, du fromage à la crème et de la mayonnaise. On garnit le sandwich avec des légumes crus, tels que du radis, de l'olive, du concombre, de l'asperge et du cresson. Le tea sandwich au concombre représente la quintessence du tea sandwich.
Parmi les autres garnitures populaires, on trouve : les tomates, le pimento cheese, du jambon avec de la moutarde, le saumon fumé, de l'aneth hachée ou des épices, la confiture de fruits, le poulet au curry, du pâté de poisson et de la salade d'œufs. Une variante typiquement américaine inclut de la benedictine, une pâte à tartiner verte, à base de concombres et de fromage à la crème.

## Sandwich au concombre
Le sandwich au concombre est un tea sandwich typique qui fait partie des recettes traditionnelles britanniques. Il est composé de tranches de concombres aussi fines que du papier, placées entre deux tranches fines de pain blanc (ou complet) légèrement beurrées, sans la croûte.
La finesse des tranches de pain est un objet de fierté en cuisine. Le pain de mie (pullman loaf (en)), à la texture dense, est coupé à l'aide d'un couteau à lame large ; la lumière doit pouvoir transparaître à travers les trous de la mie de pain. La peau du concombre est soit retirée, soit marquée dans sa longueur avec une fourchette avant que le concombre ne soit tranché. Les tranches de pain sont soigneusement enduites d'une fine couche de beurre jusqu'aux bords pour éviter que le pain ne ramollisse à cause du jus de concombre. Les tranches de concombre, assaisonnées avec du sel et du jus de citron, sont placées en dernier juste avant de servir, afin d'éviter que le pain ne soit détrempé. La croûte du pain est coupée minutieusement et le sandwich est coupé en 4 triangles.
Les sandwichs au concombre sont souvent servis comme une collation légère, ou au cours du thé de l'après-midi, un repas léger formel servi à 16 heures ou en début de soirée, peu avant le souper. De plus, les sandwichs au concombre peuvent être servis durant la pause thé des matchs de cricket en club en Angleterre. À cause de l'influence anglaise sur la culture indienne, les sandwichs au concombre sont populaires durant les matchs de cricket et les pique-niques du week-end. Les variantes indiennes sont assaisonnées avec du chutney vert et contiennent parfois des tranches de pommes de terre bouillies.
À cause du côté rafraîchissant du concombre, ce type de sandwich est apprécié durant les mois d'été, ou dans les climats plus chauds, comme dans certaines régions d'Inde. Indian Airlines a servi régulièrement des sandwichs au concombre dans ses menus végétariens pour les vols intérieurs court-courrier.

## Aspects historiques et culturels
Les sandwichs au concombre contiennent peu de protéines, et ne sont généralement pas considérés comme suffisamment rassasiants pour constituer un repas complet. C'est intentionnel ; les sandwichs au concombre sont historiquement associés avec les classes supérieures du Royaume-Uni de l'époque victorienne, dont les membres étaient généralement oisifs et pouvaient se permettre de consommer de la nourriture à faible valeur nutritionnelle. Les sandwichs au concombre font partie intégrante du thé de l'après-midi typique. Par contre, les classes ouvrières de la même époque préféraient sans doute des sandwichs avec plus de protéines, plus triviaux mais plus satisfaisants, au cours d'un « thé avec de la viande » (meat tea), qui pouvait remplacer le souper.
Certains écrivains ont tenté de faire un lien entre la délicatesse du sandwich et la lassitude de l'aristocratie britannique. Les sandwichs au concombre sont souvent utilisés comme un raccourci dans les romans et les films pour identifier les membres de la classe supérieure, occasionnellement de manière désobligeante. Dans le premier acte de L'Importance d'être Constant (1895), d'Oscar Wilde, les sandwichs au concombre, qui ont été expressément commandés et préparés pour les visites attendues de Lady Bracknell, sont tous voracement mangés bien avant par son neveu et hôte, Algernon Moncrieff ; par conséquent, il est obligé de mentir, avec la complicité de son majordome : « Il n'y avait pas de concombre au marché ce matin… pas même pour ceux qui étaient prêt à payer argent comptant. » De plus, ces sandwichs étaient autrefois considérés comme des mets appropriés à offrir lors d'une visite au clergé, à l'époque où de telles visites étaient encore un élément courant de la vie des classes moyennes anglaises.
La popularité du sandwich au concombre a atteint son zénith au cours de l'époque édouardienne, lorsque le faible coût de la main d'œuvre et l'abondance du charbon ont permis de produire des concombres sur des lits de matière organique chauds sous serre, pendant une grande partie de l'année. Avec le déclin de la popularité du thé en tant que repas, au Royaume-Uni, il y a eu un déclin parallèle de la popularité des sandwichs au concombre, mais ils ont continué à être fréquemment servis durant le thé, le déjeuner et le dîner, ainsi qu'aux grands rassemblements. La plupart des clubs de cricket anglais fournissent du vinaigre de malt et du poivre moulu pour assaisonner le sandwich, ce qui est courant en Angleterre.